# Jorge Wilheim
Giorgio "Jorge" Wilheim (Trieste, 23 de abril de 1928 – São Paulo, 14 de fevereiro de 2014) foi um urbanista, arquiteto, administrador público, político e ensaísta ítalo-brasileiro.

## Biografia
Nascido em Trieste, na Itália, descendente de judeus húngaros, Wilheim se mudou com a família para o Brasil em 1940, aos 11 anos de idade, em meio a Segunda Guerra Mundial. Como urbanista, atuou em obras no Rio de Janeiro, Minas Gerais, Goiás, Mato Grosso do Sul, Paraná, Santa Catarina, Rio Grande do Norte e Bahia. Entre 1975 e 1979 foi secretário estadual de economia e planejamento de São Paulo. Em sua gestão fundou as estatais EMTU e a Fundação Procon SP, além de ter criado o Vale-transporte. Na década de 1980 sua empresa de arquitetura e urbanismo foi vencedora do concurso de reforma do Vale do Anhangabaú, supervisionando a implantação do projeto do novo Vale.
Morreu em 14 de fevereiro de 2014 devido a complicações após um acidente de automóvel. Seu corpo foi velado no Hospital Albert Einstein e enterrado no Cemitério Israelita do Butantã. Wilheim era casado e deixou esposa, irmã, dois filhos e netos.